# Rame (branchage)
En horticulture, les rames sont des supports, des tuteurs, généralement en bois, mis en place afin de permettre aux espèces volubiles ou disposant de vrilles de s'élever au-dessus du sol en s'accrochant à ce support.
On peut distinguer :
- les rames en tipi; généralement montées avec 3 à 8 piquets liés au sommets.
- les rames en tente canadienne ; généralement montées avec une série de de 2 (ou 3) piquets alignés liés avec une traverse horizontale.

Le bois utilisé est le plus souvent du chataignier, du noisetier ou du bambou.
Quel qu’en soit le type, ces rames doivent être plantées profondément en terre afin de résister aux coups de vent, solides afin de résister au développement d’une végétation importante, implantées en situation plutôt ensoleillée, mises en place avant la période des semis.
Pour les petits pois ou les cornichons on peut mettre en place en guise de rames de simples branchages enfoncés dans le sol ou un treillage métallique ou encore un filet spécial en nylon.
On peut aussi mettre en place un "filet à ramer" que l'on fixe aux rames ou à de simples piquets.